# افسرده‌ماهی
افسرده‌ماهی (نام علمی: Lepidorhombus whiffiagonis) نام یک گونه از راسته کفشک‌ماهی است.